# A1689B11
A1689B11 é uma galáxia espiral extremamente antiga localizada no aglomerado de galáxias Abell 1689, na constelação de Virgem. O disco de A1689B11 é frio e fino, girando calmamente com surpreendentemente pouca turbulência. Esse tipo de galáxia espiral nunca foi visto antes nesta época inicial do universo. Essa galáxia também produziu estrelas trinta vezes mais rápido do que a taxa da Via Láctea e de outras galáxias jovens de massas semelhantes no universo primitivo. A distância de A1689B11 é de 11 bilhões de anos-luz da Terra, o que significa que a luz detectada da Terra, agora, saiu de lá há 11 bilhões de anos, 2,6 bilhões de anos após o Big Bang. É a galáxia espiral mais distante conhecida e mais antiga a partir de 2017.

## Observação
Descoberto por uma equipe de astrônomos da Universidade de Tecnologia de Swinburne e da Universidade Nacional da Austrália (ANU), sua observação foi bastante complexa, já que seu fraco brilho é obscurecido por um grande conjunto de outras galáxias que estão posicionadas entre a Terra e a A1689B11. Mas os cientistas conseguiram descobri-la analisando sua gravidade.
Quando uma fonte de luz está posicionada atrás de um objeto maciço, ou de algum aglomerado estelar, acontece o fenômeno conhecido como lente gravitacional, em que a luz é ampliada enquanto se dobra em torno daquele objeto. A força gravitacional exercida por um corpo de grande massa, como galáxias e buracos negros, distorcem o espaço-tempo fazendo com que a luz e outras partículas realizem um movimento curvilíneo na sua proximidade. Esse fenômeno ocorre porque os fótons são desviados de sua rota retilínea pela distorção do tecido espaço-tempo causada pelo objeto de grande massa, parecido com o efeito de refração de luz na água. E foi graças a esse desdobramento que foi possível observar, daqui da Terra, com a ajuda de um espectrógrafo, que ali existia a tal galáxia anciã.